# Vila Real (district)
District Vila Real is een district in Portugal. Met een oppervlakte van 4328 km² het 11e grootste district. Het inwonersaantal is 185.148 (2021). Hoofdstad is de gelijknamige stad Vila Real.
Het district is onderverdeeld in 14 gemeenten:
- Alijó
- Boticas
- Chaves
- Mesão Frio
- Mondim de Basto
- Montalegre
- Murça
- Peso da Régua
- Ribeira de Pena
- Sabrosa
- Santa Marta de Penaguião
- Valpaços
- Vila Pouca de Aguiar
- Vila Real

## Demografische ontwikkeling
Aveiro · Beja · Braga · Bragança · Castelo Branco · Coimbra · Évora · Faro · Guarda · Leiria · Lissabon · Portalegre · Porto · Santarém · Setúbal · Viana do Castelo · Vila Real · Viseu

Autonome regio's van Portugal: Azoren · Madeira